# 多徹斯特酒店

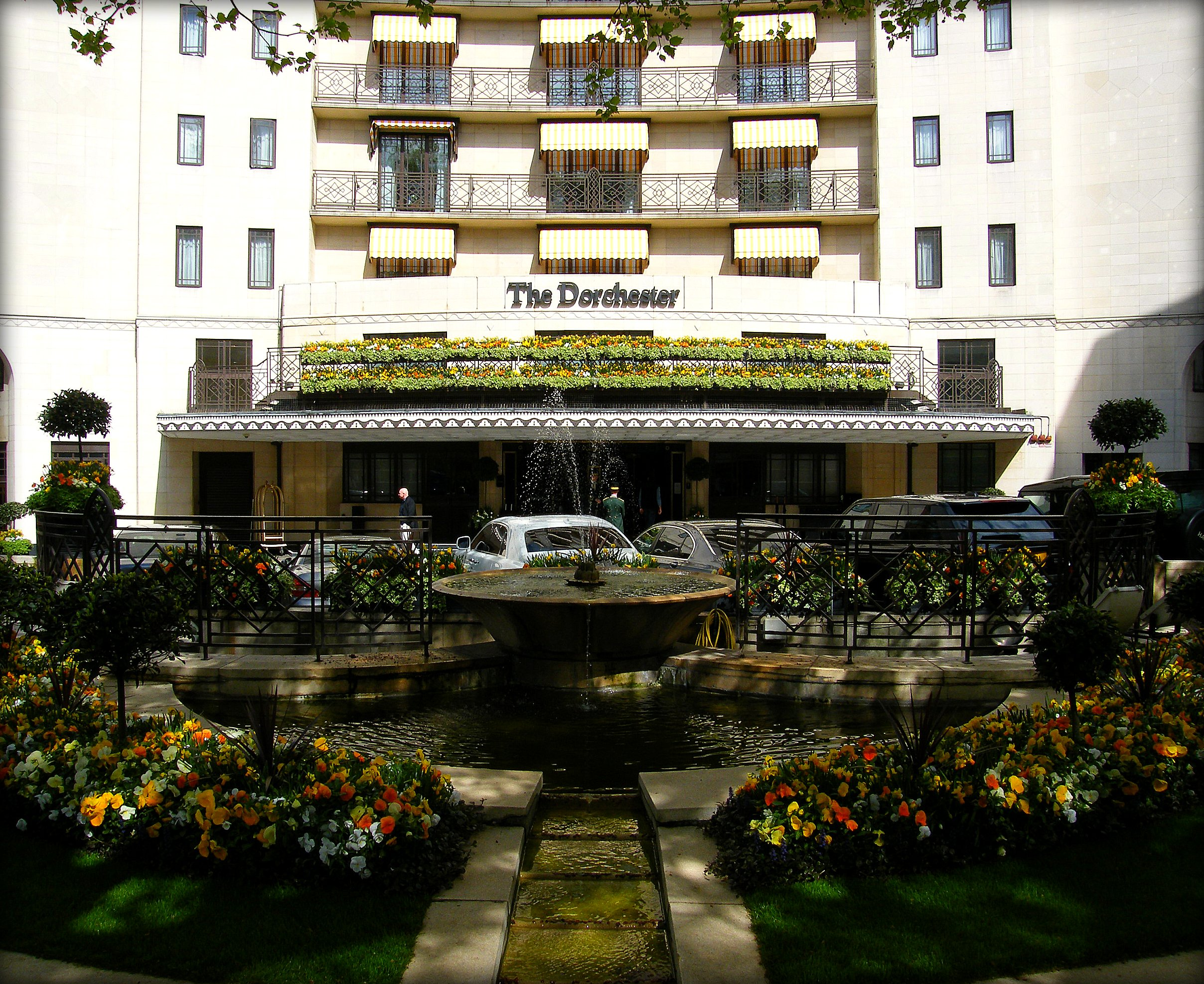
多徹斯特酒店

多徹斯特酒店（The Dorchester）是英國的一家五星級酒店，位於海德公園東側的公園徑上。這座酒店是世界最昂貴的酒店之一。多切斯特酒店開業於1931年4月18日，現在酒店內仍然保留了1930年代的家具和氣氛。許多名人都曾在这里下榻。多切斯特酒店內有五家餐廳，其中Alain Ducasse是英國的五家米其林三星餐廳之一。

## 外部連結
维基共享资源上的相關多媒體資源：多徹斯特酒店
- 官方网站